# Jeremy Hutchinson
Jeremy Nicolas Hutchinson, Baron Hutchinson of Lullington QC (* 28. März 1915; † 13. November 2017) war ein britischer Anwalt und Politiker (Labour, SDP, zuletzt Liberal Democrats).

## Leben und Karriere
Hutchinson war Sohn von Mary (1889–1977) und Jack (St. John) Hutchinson (1884–1942). Er hatte eine ältere Schwester, Barbara Judith Hutchinson (1911–1989). Er besuchte die Stowe School, eine Privatschule in Stowe, Buckinghamshire. Sein Studium am Magdalen College der University of Oxford schloss er mit einem Master of Arts in Philosophie, Politikwissenschaften und Wirtschaftswissenschaften ab.
1939 wurde er an der Londoner Anwaltskammer Middle Temple als Anwalt zugelassen. Von 1939 bis 1946 diente er als Freiwilliger bei der Royal Naval Volunteer Reserve (RNVR), ab Frühjahr 1940 unter dem Oberbefehl von Louis Mountbatten, 1. Earl Mountbatten of Burma. Im Zweiten Weltkrieg war Hutchinson 1941, erneut unter dem Oberbefehl von Louis Mountbatten, 1. Earl Mountbatten of Burma, bei der Luftlandeschlacht um Kreta als Sub-Lieutenant auf dem britischen Zerstörer Kelly eingesetzt, wo er für die Bedienung und Abfeuerung der Ordnance QF 2-Pfünder-Marinegeschütze verantwortlich war. Bei der Evakuierung von Kreta wurde die Kelly am 23. Mai 1941 von deutschen Sturzkampfflugzeugen bombardiert und sank; Hutchinson und Mountbatten überlebten. In späteren Jahren stand er mit Louis Mountbatten im Briefkontakt, in welchem dieser sich auch über gemeinsame Kriegserlebnisse und seine Ansichten zum Krieg äußerte. Im letzten Kriegsjahr war Hutchinson in Malta stationiert, wo er dem Stab des Commander in Chief der britischen Mittelmeerflotte zugeteilt war.
Bei der britischen Unterhauswahl 1945 trat Hutchinson nach Aufforderung durch seinen Parteifreund, den Parlamentsabgeordneten Philip Noel-Baker, als Kandidat für die Labour Party im Wahlkreis Westminster Abbey an. Ihm gelang es, in diesem traditionellen Tory-Wahlkreis den Stimmenvorsprung der Conservative Party von 12.000 Stimmen auf 4.000 Stimmen zu reduzieren. Hutchinson wurde bei seinem Wahlkampf intensiv von seiner damaligen Ehefrau, der bekannten Theaterschauspielerin und späteren Oscar-Preisträgerin Peggy Ashcroft, unterstützt, die bei Wählern persönlich um Unterstützung für ihren Mann warb.
Im Oktober 1960 gehörte er, gemeinsam mit Richard Du Cann, unter Leitung von Gerald Gardiner dem Verteidigerteam von Penguin Books an. In der Strafsache Regina v. Penguin Books Limited war das Verlagshaus Penguin Books gemäß dem Obscene Publications Act von 1959 anlässlich einer Neuausgabe der Werke von D. H. Lawrence, die auch die unzensierte Fassung des Romans Lady Chatterley enthielt, der Verbreitung pornografischer Schriften beschuldigt worden. Im Rahmen des Prozesses war Hutchinson dabei für die Auswahl und Reihenfolge der Zeugen sowie für die Befragungen von Zeugen und Sachverständigen zuständig. Der Prozess endete am 2. November 1960 mit einem Freispruch. Anfang November 2010 war er, im Alter von 95 Jahren, anlässlich des 50. Jahrestages des Urteils, einer der Sprecher bei der Podiumsdiskussion Lady Chatterley’s Lover: Fifty years on, einer Veranstaltung der London School of Economics im Sheikh Zayed Theatre.
1961 wurde er Kronanwalt. 1963 verteidigte er in einem Strafprozess am Old Bailey den Physiker Dr. Giuseppe Martelli, der angeklagt war, britische Atomwaffenpläne an die Sowjetunion verraten zu haben. Hutchinson baute seine Verteidigung darauf auf, dass Martelli niemals Zugang zu Geheimdokumenten gehabt habe und so auch nicht gegen ein Gesetz verstoßen haben konnte. Im gleichen Jahr verteidigte er Christine Keeler in ihrem Prozess wegen Meineids. Ebenfalls 1963 wurde er Beisitzer (Bencher); von 1962 bis 1972 war er Recorder von Bath in Somerset und von 1972 bis 1976 Recorder am Crown Court.
1971 verteidigte er in einem Prozess das Buch The Mouth and Oral Sex von Paul Ableman erfolgreich gegen den Vorwurf der Obszönität. In seinem Plädoyer wies er dabei insbesondere auf die Doppelmoral der Gesellschaft hin.
Im März 1980 vertrat Hutchinson die Krone vor dem Exeter Crown Court in einem seinerzeit aufsehenerregenden Prozess um einen Wettbetrug bei dem Pferderennen in Newton Abbot im Juli 1978.
Im Juni 1981 vertrat er am Horseferry Road Magistrates Court den britischen Regisseur Michael Bogdanov gegen den Vorwurf der Obszönität. Bogdanov hatte in einer Aufführung des Theaterstücks The Romans in Britain von Howard Brenton am Royal National Theatre eine homosexuelle Vergewaltigungsszene auf die Bühne gebracht und war angeklagt worden. Hutchinson wies in seiner Verteidigungsrede insbesondere darauf hin, dass der Sexual Offences Act von 1967 nicht intendierte, die Kunstfreiheit einzuschränken.
1988 lehrte er an der Royal Academy of Arts als Professor für Rechtswissenschaft.

## Weitere Ämter
Hutchinson war von 1966 bis 1968 Mitglied des Committee on Immigration Appeals. Von 1974 bis 1976 gehörte er dem Committee on Identification Procedures an. Beim Arts Council of Great Britain war er von 1977 bis 1979 stellvertretender Vorsitzender (Vice-Chair). Für die Tate Gallery war er zuerst von 1977 bis 1984 als Mitglied des Treuhandrates (Trustee) und später als Vorsitzender (Chairman) von 1980 bis 1984 tätig.

## Mitgliedschaft im House of Lords
Am 16. Mai 1978 wurde er zum Life Peer mit dem Titel Baron Hutchinson of Lullington, of Lullington in the County of East Sussex, erhoben. Seine Antrittsrede im House of Lords hielt er am 22. November 1978. Zunächst saß er dort als Labour-Peer bis 1981, dann wurde er Mitglied der SDP und später der Liberal Democrats.
Hutchinson meldete sich in den späten 1970er Jahren zum Bewährungssystem, dem Denkmalschutz und der Protection Of Official Information Bill zu Wort. In den 1980er Jahren sprach er zu den Themen Kunst, dem Arts Council, Gefängnisstrafen, sowie mehrfach zum Victoria and Albert Museum. Er sprach in den 1990er Jahren zu den Todesdrohungen gegen Salman Rushdie, HIV/AIDS bei Gefängnisinsassen, den Kosten des War Crimes Act und der Überbelegung von Gefängnissen. In den frühen 2000er Jahren meldete er sich mehrfach zu Gesetzesentwürfen zur Strafrechtspflege und zuletzt zum Gesetzentwurf zur Regelung der Fuchsjagd, dem Hunting Act 2004, wobei er sich gegen ein Verbot der Jagd mit Treibhunden aussprach.
Am 12. März 2001 meldete er sich zuletzt zu Wort. An einer Abstimmung nahm er zuletzt am 7. Dezember 2004 teil.
Im Zeitraum ab der Sitzungsperiode 2001/2002 war er zunächst sehr unregelmäßig anwesend. Seine Anwesenheitstage lagen stets im einstelligen Bereich. In den Sitzungsperioden ab 2006/2007 war er komplett abwesend. Er war seit 2. Juli 2010 erneut aufgrund eines durch das House of Lords gewährten Leave of Absence dauerhaft beurlaubt.
Am 3. Oktober 2011 nahm Hutchinson eine in der Geschäftsordnung des Parlaments neu geschaffene Ruhestandsregelung (Voluntary Retirement Scheme) in Anspruch; danach wird es Mitgliedern des House of Lords erstmals gestattet, dauerhaft auf ihr Mandat zu verzichten.

## Privates
Hutchinson und Ashcroft lernten sich über ihre Familien kennen, als Hutchinson 16 Jahre alt war. Im Frühjahr 1932 trafen sie sich bei Partys in Oxford wieder, als Hutchinson an der University of Oxford studierte und Ashcroft bei der Oxford University Dramatic Society (OUDS) die Rolle der Julia in Romeo und Julia spielte. Im Frühjahr 1940, als Hutchinson am King Alfred’s Centre in Brighton seine Grundausbildung für die RNVR absolvierte, begegnete er Ashcroft erneut, die dort am Theatre Royal in dem Theaterstück Cousin Muriel von Clemence Dane (1888–1965) gastierte. Es entstand eine Liebesbeziehung.
Hutchinson und Ashcroft heirateten am 14. September 1940 auf dem Standesamt im Londoner Stadtteil Marylebone. Er hat einen Sohn und eine Tochter aus der Ehe mit seiner ersten Frau. Sein Sohn wurde später Theaterproduzent. Die Ehe wurde am 22. Dezember 1965 geschieden. Als Scheidungsgrund wurde Ehebruch angegeben.
Ab Mai 1966 war er in zweiter Ehe mit June Osborn verheiratet, mit der er bereits seit mehreren Jahren eine außereheliche Liebesbeziehung gehabt hatte. Sie starb 2006.
Eine Freundschaft verband ihn mit dem britischen Schriftsteller und Anwalt John Mortimer.